# Waldemarsudde

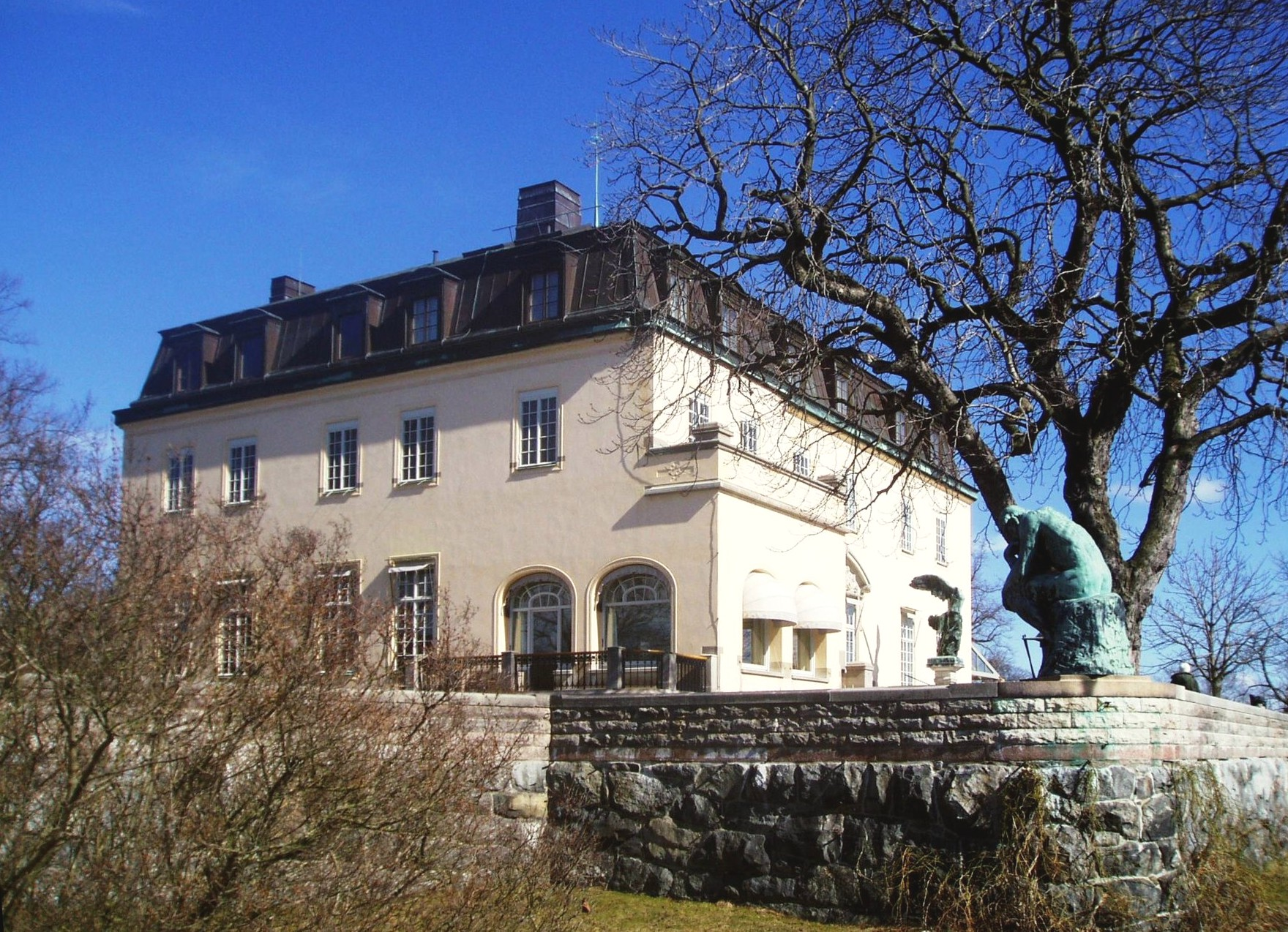
Waldemarsudde-Villa

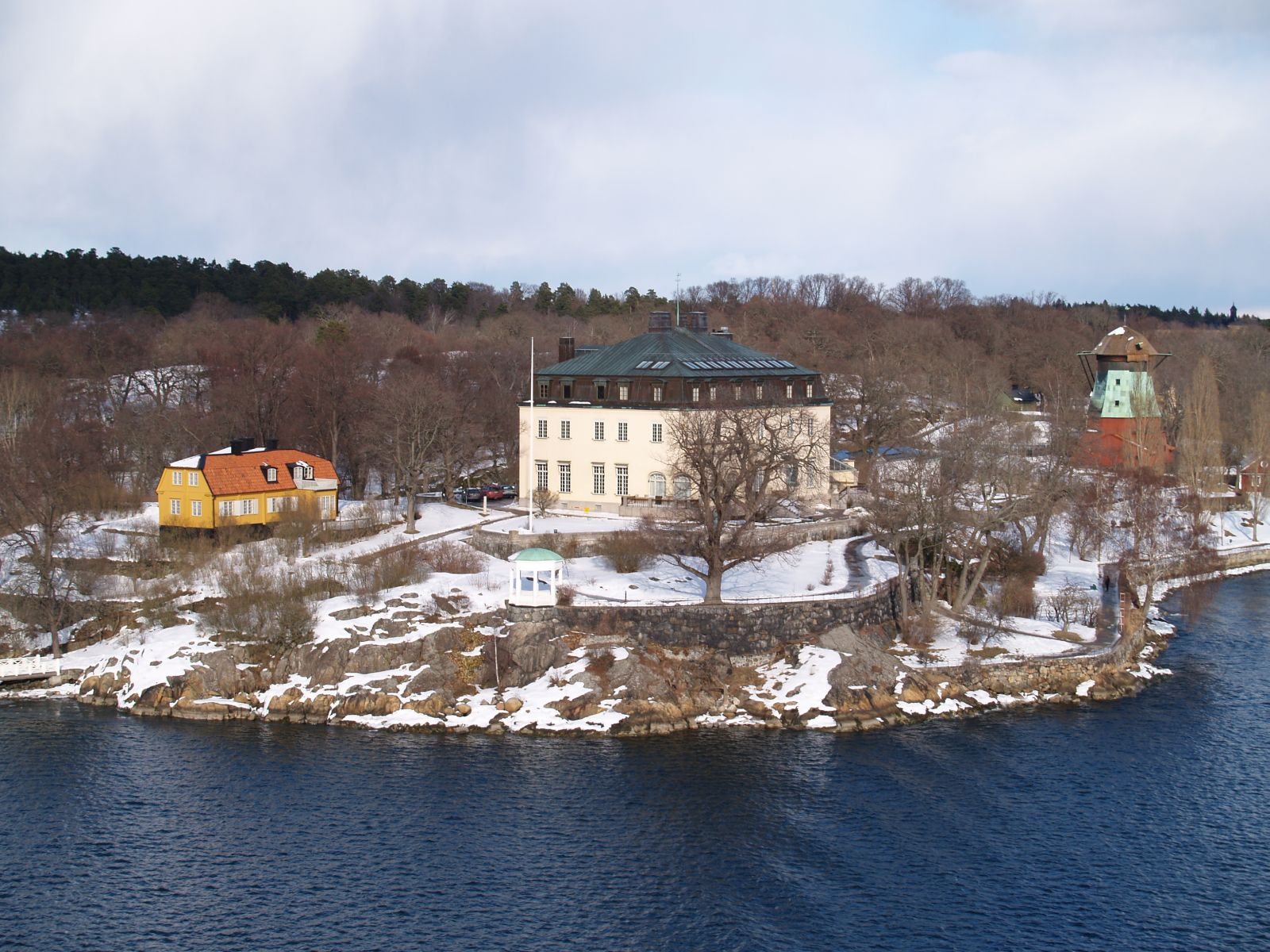
Villa Waldemarsudde mit Ölmühle

Waldemarsudde oder Prinz Eugens Waldemarsudde (schwedisch udde „Kap, Landzunge“) ist der südlichste Teil der Stockholmer Halbinsel Djurgården (schwed. für „Tiergarten“) mit der gleichnamigen Villa Prinz Eugens darauf. Das Gebäude ist heute ein staatliches Kunst- und Freilichtmuseum mit Erholungspark Frisens Park.
Die Wohnung Prinz Eugens sowie seine Kunstsammlung und auch von ihm gefertigte Gemälde können besichtigt werden. Im Garten und auf der Terrasse stehen mehrere Statuen, die von bedeutenden schwedischen Bildhauern (Per Hasselberg, Bror Hjort, Ivar Johansson u. a.) gefertigt wurden. In der Nähe des Ufers hinter einem Haus aus dem 18. Jahrhundert, das als Gula huset („Gelbes Haus“) bekannt wurde und heute den Namen Gamla huset („Altes Haus“) trägt, befindet sich das Grab des Prinzen. In der Nähe standen seit den 1780er Jahren zwei Windmühlen holländischer Bauart mit Steert, die fünfstöckige Leinölmühle (schwed. oljekvarn, linoljakvarn) mit achtseitiger Kappe, die, 1784 von Johan Diderick Lundholm errichtet, bis 1830 Leinöl produzierte und heute noch besteht (ohne Flügelkreuz), dazu die Windsägemühle (schw. vädersågskvarn), die 1840 mit allen Nebengebäuden abbrannte. Die Ölmühle, die er zu Anfang des 20. Jahrhunderts restaurieren ließ, war ein bevorzugtes Motiv des Prinzen.

## Geschichte
1892 zog Prinz Eugen, der ein Sohn von Oskar II. war, in eine Wohnung des „gelben Hauses“. Er fühlte sich so wohl hier, dass er ein paar Jahre später das ganze Grundstück kaufte. Danach bat er den Architekten Ferdinand Boberg, ein neues Gebäude zu errichten, welches 1905 fertiggestellt war. 1913 wurde eine Galerie angebaut, die alle gesammelten Kunstwerke des Prinzen aufnahm. 1947 gingen der gesamte Besitz und die Kunstschätze testamentarisch in staatliches Eigentum über. Der Staat überließ beides der Stadt Stockholm, doch diese gab alle Güter 1995 zurück. 1993 wurde das Gebäude als Byggnadsminne unter staatlichen Schutz gestellt.